# Kebumen (Tersono)
Kebumen is een bestuurslaag in het regentschap Batang van de provincie Midden-Java, Indonesië. Kebumen telt 3030 inwoners (volkstelling 2010).